# Walt Disney Studios Motion Pictures
Walt Disney Studios Motion Pictures (раніше Buena Vista) — американський кінодистриб'ютор, що здійснює дистриб'юцію художніх фільмів. Належить компанії The Walt Disney Company. Заснована в 1953 році під назвою Buena Vista Distribution, компанія здійснює дистриб'юцію продукції Walt Disney Studios, в тому числі Walt Disney Pictures, Touchstone Pictures і Marvel Studios, яка входить до складу підрозділу The Walt Disney Studios. Сучасну назву компанія отримала у 2007 році.

## Історія
До 1953 року продукція Walt Disney дистрибувалась компаніями Universal Pictures, Columbia Pictures, United Artists та RKO Radio Pictures.
Через низку спірних питань, що виникли під час просування серії True-Life Adventures, Волт і Рой Олівер Дісней в 1953 році створили дочірню компанію Buena Vista Distribution Company, Inc. (скор. BVD) для управління дистрибуцією їх продукції на американському ринку. Першим релізом для Buena Vista став документальний фільм «The Living Desert», що вийшов 10 листопада 1953 року, а першим мультиплікаційним релізом став «Toot, Whistle, Plunk and Boom», який офіційно вийшов того ж дня. У вересні 1956 року BVD зайнялася американським прокатом першого для неї закордонного фільму «Велика наложниця». Першим для компанії американським фільмом, що створили не на студії Діснея, став «The Missouri Traveler», що вийшов в березні 1958 року. У липні 1959 року BVD випустила перший діснеївський фільм, фінансований ззовні компанії, «The Big Fisherman». 1961 року Disney поглинув Buena Vista International. У січні 1979 року BVD випустила свій перший фільм з рейтингом PG Take Down, знятий сторонньою компанією.
У квітні 2007 року Disney відмовилася від бренду Buena Vista під час просування своєї продукції.